# Sem Shilimela
Naatele Sem Shilimela (* 30. Juli 1991 in Etayi) ist ein namibischer Ringer. Er trat in den Gewichtsklassen Freistil bis 55 bzw. 60/61 Kilogramm sowie selten im griechisch-römischen Stil an.
Shilimela nahm 2010, 2011, 2012, 2014 und 2016 an den Ringer-Afrikameisterschaften teil. 2012 und 2016 gewann er jeweils eine Bronzemedaille bis 55 bzw. 61 Kilogramm. Bei den Ringer-Weltmeisterschaften  2011, 2014, und 2015 landete er jeweils auf Plätzen zwischen 21 und 30.
Er nahm an den Olympischen Sommerspielen 2012 teil, wo er den 15. Platz im Freistil bis 55 Kilogramm belegte. Bei diesen war er zur Abschlussfeier Fahnenträger seines Heimatlandes.